# Стрихнос
Стрихнос (Strychnos) — рід з квітучих рослин, що належать до родини Loganiaceae (іноді Strychnaceae). Рід включає близько 190 видів дерев і ліан, поширених по всіх тропіках світу.
- Strychnos nux-vomica — рослина, що походить з тропічної Азії, є джерелом стрихніну.
- Strychnos ignatii P.J.Bergius — вид рослин, близький до Strychnos nux-vomica. Також містить стрихнін.
- Strychnos potatorum L.f. — зріле насіння може бути використане як коагулянт для очищення води.
- Strychnos spinosa Lam. — Стрихнос колючий. Посухостійке дерево розповсюджене в Південній Африці. Плоди рослини — їстівні.
- Strychnos toxifera M.R.Schomb. ex Benth. З рослини індіанці добували отруту кураре для отруєння стріл[1].

## Галерея

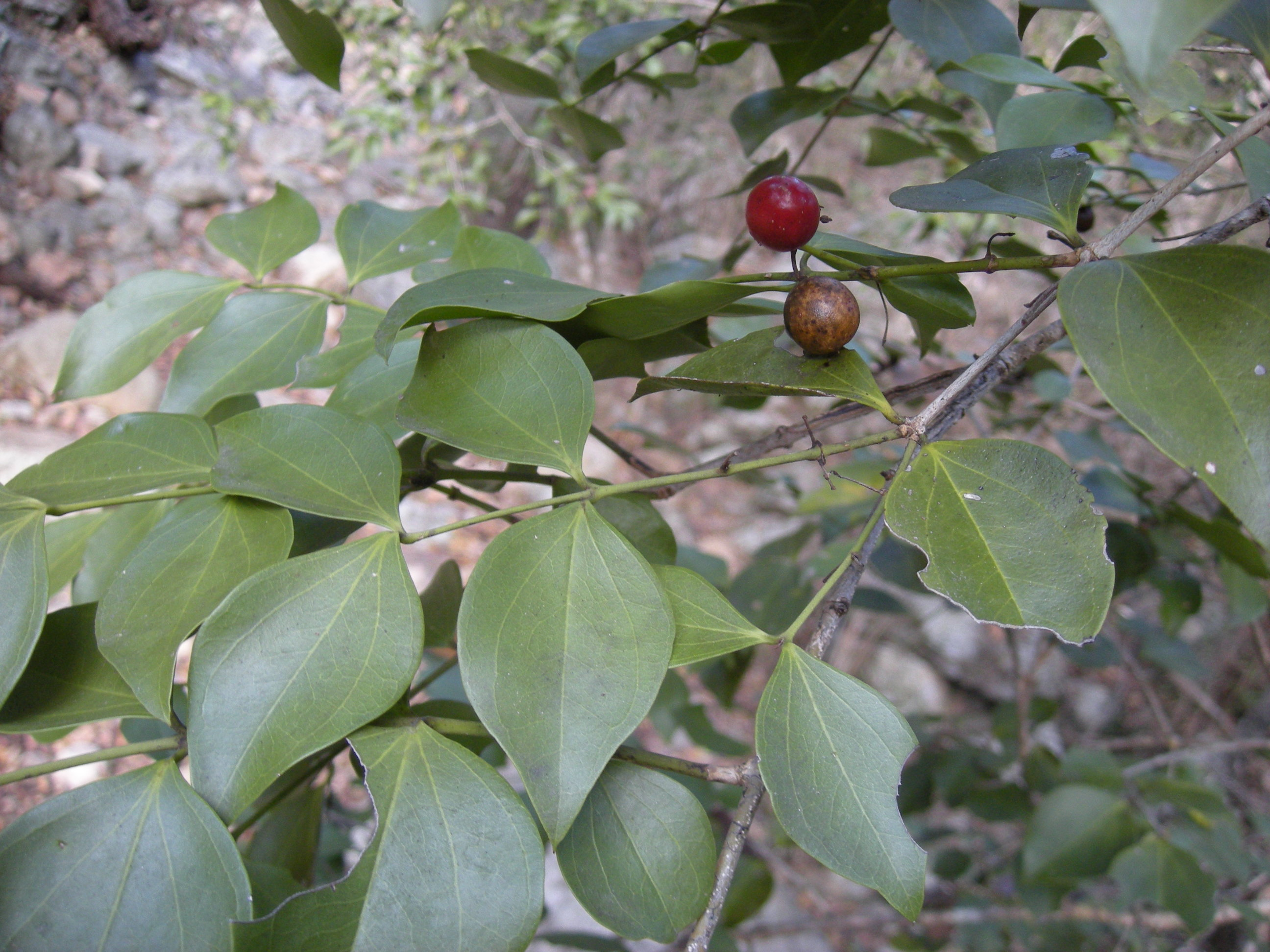
Листя і плоди Strychnos psilosperma